# Euphyia crocota
Euphyia crocota är en fjärilsart som beskrevs av Turner 1904. Euphyia crocota ingår i släktet Euphyia och familjen mätare. Inga underarter finns listade i Catalogue of Life.